# Central Station (Wrexham)
Der Central Station ist ein 900 Personen fassender Nachtclub in der nordwalisischen Stadt Wrexham. Bei Konzerten fasst die Einrichtung 550 Besucher. Eröffnet wurde der Central Station im Jahr 2000. Inzwischen konzentriert sich auch die örtliche Musikszene auf diesen Veranstaltungsort. Seit er Eröffnung spielten unter anderem Enter Shikari, Bring Me the Horizon, Lostprophets, Kasabian, Soulfly, Devildriver, Fearless Vampire Killers, La Roux, Skindred, Gallows, Funeral for a Friend, Ash, Duffy, Frank Turner, Wheatus, Cavalera Conspiracy und Miles Kane im Central Station.
Das Magazin Kerrang! und die Zeitung The Independent bezeichnen den Central Station als „führende Konzerthalle in Wales“.

„Wales' leading live music venue.“